# トラバース郡 (ミネソタ州)
トラバース郡（英: Traverse County、地元では  [ˈtrævərs] TRAV-ərs）は、アメリカ合衆国ミネソタ州の西部に位置する郡である。2010年国勢調査での人口は3,558人であり、2000年の4,134人から13.9%減少した。ミネソタ州では人口最少の郡である。1862年に設立された。郡庁所在地はウィートン市（人口1,424人）であり、同郡で人口最大の都市でもある。

## 地理
アメリカ合衆国国勢調査局に拠れば、郡域全面積は585.96平方マイル (1,517.6 km2)であり、このうち陸地574.09平方マイル (1,486.9 km2)、水域は11.87平方マイル (30.7 km2)で水域率は2.03%である。

### 湖
トラバース郡にはトラバース湖を含めて4つの湖がある。

### 主要高規格道路
- アメリカ国道75号線
- ミネソタ州道9号線
- ミネソタ州道27号線
- ミネソタ州道28号線
- ミネソタ州道117号線

### 隣接する郡
- ウィルキン郡 - 北
- グラント郡 - 北東
- スティーブンズ郡 - 南東
- ビッグストーン郡 - 南
- ロバーツ郡 (サウスダコタ州) - 南西
- リッチランド郡 (ノースダコタ州) - 北西

## 人口動態

人口ピラミッド

以下は2000年の国勢調査による人口統計データである。
| 基礎データ - 人口: 4,134人 - 世帯数: 1,717 世帯 - 家族数: 1,129 家族 - 人口密度: 3人/km2（7人/mi2） - 住居数: 2,199軒 - 住居密度: 1軒/km2（4軒/mi2） 人種別人口構成 - 白人: 96.42% - アフリカン・アメリカン: 0.02% - ネイティブ・アメリカン: 2.81% - アジア人: 0.27% - 太平洋諸島系: 0.07% - その他の人種: 0.05% - 混血: 0.36% - ヒスパニック・ラテン系: 1.21% 先祖による構成 - ドイツ系：52.2% - ノルウェー系：13.0% - スウェーデン系：7.6% - アイルランド系：5.4% 年齢別人口構成 - 18歳未満: 25.3% - 18-24歳: 5.6% - 25-44歳: 21.7% - 45-64歳: 21.2% - 65歳以上: 26.2% - 年齢の中央値: 43歳 - 性比（女性100人あたり男性の人口） - 総人口: 96.7 - 18歳以上: 93.8 | 世帯と家族（対世帯数） - 18歳未満の子供がいる: 28.3% - 結婚・同居している夫婦: 57.0% - 未婚・離婚・死別女性が世帯主: 6.0% - 非家族世帯: 34.2% - 単身世帯: 32.0% - 65歳以上の老人1人暮らし: 19.2% - 平均構成人数 - 世帯: 2.34人 - 家族: 2.97人 収入と家計 - 収入の中央値 - 世帯: 30,617米ドル - 家族: 39,655米ドル - 性別 - 男性: 29,821米ドル - 女性: 20,100米ドル - 人口1人あたり収入: 16,378米ドル - 貧困線以下 - 対人口: 12.0% - 対家族数: 9.3% - 18歳未満: 13.1% - 65歳以上: 10.8% |

## 都市と郡区
| 都市                                                                 | 郡区 | 郡区                                                                             |
| -------------------------------------------------------------------- | --- | -------------------------------------------------------------------------------- |
| - ブラウンズバレー - デュモン - ティンター - ウィートン - 郡庁所在地 | - アーサー - クリフトン - クローク - ドーリーマウント - フォルサム - レイクバレー - レナーズビル - モンソン | - パーネル - レッドパス - タラ - テイラー - ティンター - ウォールズ - ウィンザー |